# Lomographa sericeata
Lomographa sericeata är en fjärilsart som beskrevs av Hörhammer 1933. Lomographa sericeata ingår i släktet Lomographa och familjen mätare. Inga underarter finns listade i Catalogue of Life.